# Vepszék
A vepszék a finnek közeli rokonságába tartozó nép, akik az uráli nyelvcsalád finn ágának egy tagját alkotják. Saját meghatározásuk alapján számos dialektust beszélnek, mint például a vepslaine, bepslaane, és az Onyega-tó délnyugati részén beszélt északi nyelvjárást, a lüdiniket és a lüdilainet. A 2002-es népszámlálás alapján 8240 vepsze ember élt Oroszországban. Az Ukrajnában élő 281 fős vepsze népességből mindössze 11 beszélte a vepsze nyelvet a 2001-es ukrán népszámlálás eredményei alapján. Finnországban a vepsze nyelv egyik legnagyobb kutatója az amerikai Eugene Holman. A nyugati-vepszék megőrizték nyelvüket és kultúrájukat. Manapság majdnem minden vepsze beszéli folyékonyan az orosz nyelvet és a fiatalabb generációk közül egyre kevesebben képesek használni nyelvi örökségüket.

## Földrajzi elhelyezkedésük
Napjainkban a vepszék a Ladoga-tó, az Onyega-tó és a Beloje-tó közti részeken élnek, az orosz Karélia tagköztársaságban.

## Történelem

### A történelem előtti kor
A régészeti és nyelvészeti feltárások kimutatták, hogy vepszék éltek a Sekszna folyó a Szuda folyó és a Syas (Säsjoki) folyó mentén és ők alkották a korai vepsze Kargopol-kultúrát az Onyega-tó keleti részén. Feltehetően Kelet-Karéliában és az Onyega-tó északi partvidékén is voltak szállásterületeik. Legkorábbi írásos említésük a hatodik századból maradt ránk, amikor is Iordanes Vasina broncas néven említi őket, amely a vepszékre tett első utalás lehet. A vikingek keleti hódításai során több alkalommal is keresztülvágtak e területeken és írásos forrásaikban megemlítették a bjarm népcsoportot, akik a Fehér-tenger környékén éltek, ami talán a vepszékre történő hivatkozás lehet a részükről. A későbbi idők során a vepszék benépesítették az Onyega-tó partvidékét teljes egészében.

### Írott történelem
A korai orosz krónikák már említik a vepszéket „Весь” (Ves’) névvel, illetőleg léteznek arab források is, melyek Wisunak nevezik őket. Feltételezhető, hogy a bjarmi népcsoport is részben vepsze származású. A 12. századtól kezdve a vepszék történelme szorosan összefonódik a Novgorodi Köztársaság történelmével, majd a Moszkvai Nagyfejedelemségével. Az orosz betelepülés a 14–15. század során érte el az onyegai vepszék vidékét. A keleti vepszék nyelvileg teljesen beolvadtak már a 20. század előtt az oroszok közé. 1897-ben még 25 607 vepsze élt. Ebből 7300-an Kelet-Karéliában. A 20. században valamiféle nemzeti öntudat szikrái kezdtek lángra lobbanni a vepsze nép köreiben. Ezt a korai szovjet nemzetiségi politika is segítette, mivel különálló területi egységeket hoztak létre a különböző népcsoportok számára. A vepszék ekkortájt alakították ki írott nyelvüket és ábécéjüket. Tanárok kezdték el tanítani a vepsze nyelvet az általános iskolákban. A szovjet hatóságok ezen nemzeti törekvéseket törték le 1937 után. Minden nemzetiségi törekvést elnyomtak és a különálló nemzetiségi alapokon létrejött közigazgatási egységeket megszüntették. Amikor Finnország megtámadta Kelet-Karéliát a folytatólagos háború idején, néhány vepsze csatlakozott a finn hadsereg úgynevezett törzsi zászlóaljához (Heimopataljoona 3).
A háború utáni években a vepszék elkezdtek tradicionális falusi életmódjuk folytatása helyett a nagyobb városokba áramolni. Számtalan ember közülük az elkövetkező népszámlálásokon eltitkolta, letagadta vepsze származását és orosznak vallotta magát. Egy 1983-ban végzett részletes felmérés alapján kiderült, hogy közel 13 000 vepsze ember élt a Szovjetunióban, akik közül 5600-an Karéliában, 4000-en Szentpétervár környékén, illetve mintegy 1000 fő a Vologdai területen élt. Az új vepsze olvasókönyvet és további tankönyveket 1991-ben adták ki Petrozavodszkban. A vepsze nyelvű Kodima (Szülőföld) folyóiratot 1993 óta adják ki. 1994-ben az orosz hatóságok létrehozták ismét a Vepsze nemzetiségi területet, amelynek 8200 négyzetkilométeres területén 42%-os vepsze népesség élt. Az orosz hatóságok kezdeti engedékenysége azonban 2006-ban megszűnt, amikor is megszüntették a nemzetiségi területet. Napjainkban a legtöbb vepsze fiatal már nem igazán beszéli ősei nyelvét.

## Fordítás
- Ez a szócikk részben vagy egészben  a   Vepsians című angol Wikipédia-szócikk ezen változatának fordításán alapul.  Az eredeti cikk szerkesztőit annak laptörténete sorolja fel. Ez a jelzés csupán a megfogalmazás eredetét és a szerzői jogokat jelzi, nem szolgál a cikkben szereplő információk forrásmegjelöléseként.